# Armin Russenberger
Armin Russenberger (* 19. November 1928 in Schleitheim; † 23. November 2006 in Merishausen) war ein Schweizer Radrennfahrer.
Russenberger war von 1953 bis 1955 als Mitglied der Equipen Delphin, Condor und Cilo Berufsfahrer.
Bei der Tour de Suisse 1953 gewann er den Bergpreis auf dem Grimsel. Im nächsten Jahr 1954 erreichte er bei der fünften Etappe von Lugano nach Bern den vierten Rang, am folgenden Tag bei der Etappe von Bern nach Fribourg errang er den fünften Etappenrang. In der Gesamtwertung erreichte er den neunten Rang.
Armin Russenbergers Sohn, Marcel Russenberger, war ebenfalls Radprofi und bestritt von 1982 bis 1984 dreimal in Folge die Tour de France.